# علم فيتنام
اعتمد علم فيتنام (بالفيتنامية: Quốc kỳ nước Cộng hoà xã hội chủ nghĩa Việt Nam)‏ رسميًا في 30 تشرين الثاني - نوفمبر من سنة 1955.

## التصميم والتاريخ

ورقة التصميم

ظهر العلم لأول مرة في الانتفاضة الجنوبية (Nam Kỳ Khởi nghĩa) في 23 نوفمبر 1940، ضد الحكم الفرنسي في جنوب فيتنام. نشر سين تونج سلسلة مقالات عن أصل العلم في وسائل الإعلام الحكومية في عام 1981. ذكر سان تونج أن العلم صممه نجوين هو تيان، زعيم الانتفاضة الفيتنامية الذي اعتقله المستعمرون الفرنسيون بعد الانتفاضة الفاشلة وأعدموه في 28 أغسطس 1941. وفقًا لقصيدة كتبها نجوين هو تيان، يمثل اللون الأحمر دماء الشعب ويمثل اللون الأصفر لون بشرة شعبنا [المغولية] وتمثل رؤس النجمة الخمس المثقفين والفلاحين والعمال والتجار والجنود.
ظهر العلم في مؤتمر لفيت مين في 19 مايو 1941، وأعلن علم وطني في 17 أغسطس 1945، في اجتماع في قرية تان تراو في الشمال. عندما استسلم اليابانيون في نهاية الحرب العالمية الثانية، دخلت فيت مين هانوي وأعلنت قيام جمهورية فيتنام الديمقراطية في 2 سبتمبر، وقع رئيس فيت مين هو تشي منه مرسوماً بتبني العلم علمًا لفيتنام في 5 سبتمبر. عادت القوات الفرنسية في أكتوبر واستعادت الحكم الاستعماري في الجنوب. صوتت الجمعية الوطنية بالإجماع على تبني العلم في 2 مارس 1946. عُدل تصميم العلم قليلاً في 30 نوفمبر 1955 حيث جعلت النجمة أصغر وأشعتها أكثر استقامة. بعد نهاية حرب فيتنام، وتوحيد الشمال والجنوب اعتمد العلم علمًا لجمهورية فيتنام الاشتراكية في 2 يوليو 1976.
وفقًا لدستور عام 1992: العلم الوطني لجمهورية فيتنام الاشتراكية مستطيل الشكل وعرضه يساوي ثلثي طوله، وهو علم مكون من حقل أحمر تتوسطه نجمة خماسية صفراء شيوعية.

## الألوان
|                                      | أحمر          | أصفر         |
| ------------------------------------ | ------------- | ------------ |
| بانتون                               | 1788          | Yellow       |
| النموذج اللوني سيان ماجنتا أصفر أسود | 0, 83, 87, 15 | 0, 0, 100, 0 |
| النموذج اللوني أحمر أخضر أزرق        | 218, 37, 29   | 255, 255, 0  |
| نظام عد ستة عشري                     | #da251d       | #ffff00      |

## المعرض

علم محمية أنام وتونكين (1885-9 مارس 1945)
علم سلالة نغوين (1920–1945)
علم إمبراطورية فيتنام (1945)
علم شمال فيتنام (1945–1955)
علم كوتشينشينا الفرنسية (1946)
علم كوتشينشينا الفرنسية (1946–1948)
حكومة فيتنام المركزية المؤقتة ودولة فيتنام وفيتنام الجنوبية (1948–1975، يُستخدم من الآن فصاعدًا من قبل حركة استقلال فيتنام الجنوبية)
علم شمال فيتنام (1955–1976)
علم حكومة جمهورية جنوب فيتنام الثورية المؤقتة (1969–1976)
علم فيتنام (1976–الآن)
علم الحزب الشيوعي الفيتنامي